# مايلز وارن
مايلز وارن (بالإنجليزية: Miles Warren)‏ هو مهندس معماري نيوزيلندي، ولد في 1929 في كرايستشرش في نيوزيلندا.